# KÍ Klaksvík
KÍ Klaksvík, originálním názvem Klaksvikar Ítróttarfelag (česky Klaksvický sportovní klub), je faerský fotbalový klub z Klaksvíku.

## Úspěchy

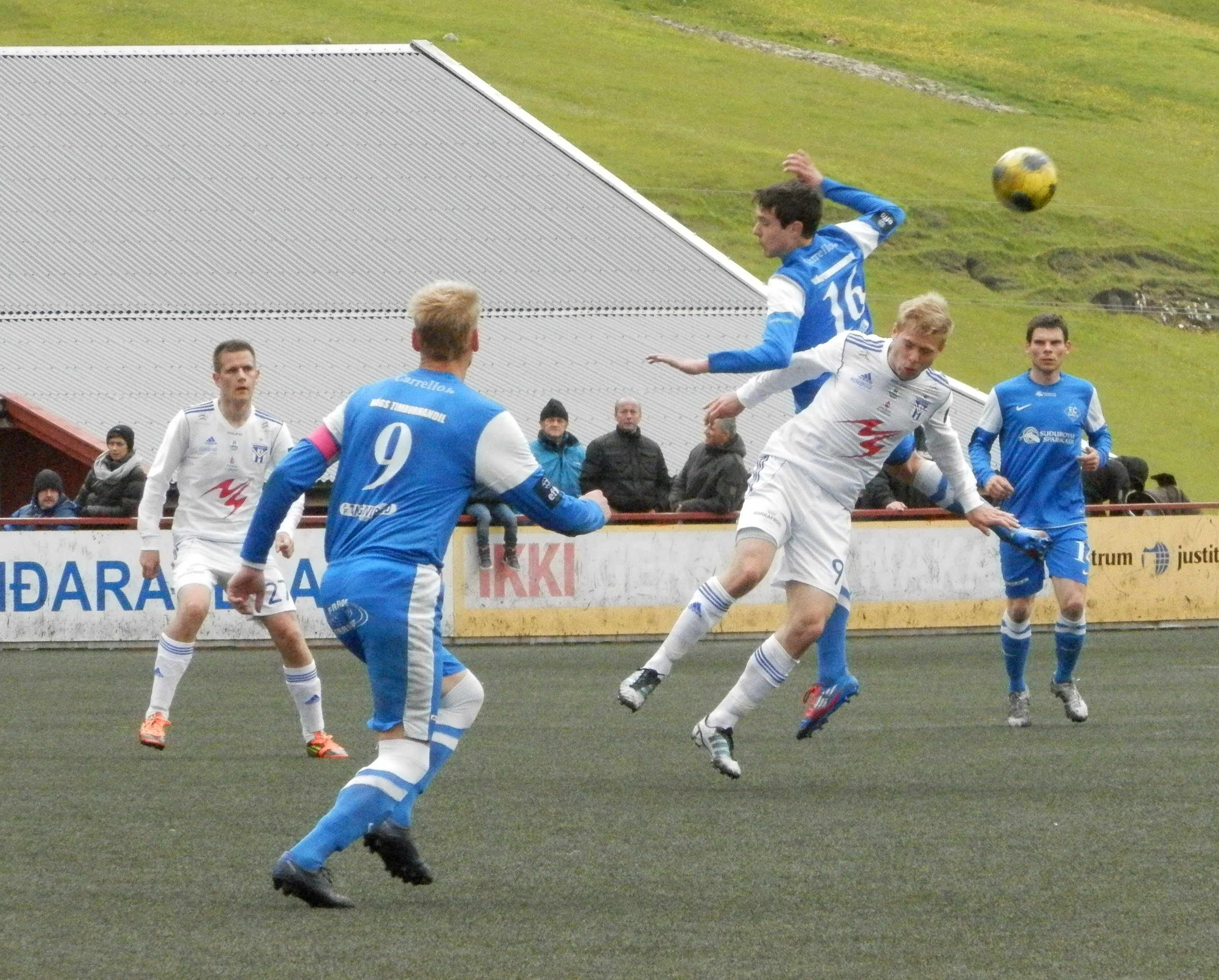
Hráči týmu.

Effodeildin (1942, 1945, 1952, 1953, 1954, 1956, 1957, 1958, 1961, 1966, 1967, 1968, 1969, 1970, 1972, 1991, 1999, 2019, 2021, 2022, 2023)
fotbalový pohár Faerských ostrovů (1966, 1967, 1990, 1994, 1999).

## Výsledky v evropských pohárech

### PMEZ / Liga mistrů UEFA
| Sezóna  | Kolo        | Soupeř            | Doma      | Venku        | Celkem         |
| ------- | ----------- | ----------------- | --------- | ------------ | -------------- |
| 1992/93 | Předkolo    | Skonto FC         | 1:3       | 0:3          | 1:6            |
| 2000/01 | 1. předkolo | CZ Bělehrad       | 0:3       | 0:2          | 0:5            |
| 2020/21 | 1. předkolo | Slovan Bratislava | 3:0 kont. | 3:0 kont.    |                |
| 2020/21 | 2. předkolo | Young Boys        |           | 1:3          |                |
| 2022/23 | 1. předkolo | Bodø/Glimt        | 3:1       | 0:3          | 3:4            |
| 2023/24 | 1. předkolo | Ferencváros       | 0:0       | 3:0          | 3:0            |
| 2023/24 | 2. předkolo | BK Häcken         | 0:0       | 3:3 (prodl.) | 3:3 (4:3 pen.) |
| 2023/24 | 3. předkolo | Molde             | 2:1       | 0:2 (prodl.) | 2:3            |

### Pohár vítězů pohárů
| Sezóna  | Kolo     | Soupeř           | Doma | Venku | Celkem |
| ------- | -------- | ---------------- | ---- | ----- | ------ |
| 1995/96 | Předkolo | Maccabi Haifa FC | 3:2  | 0:4   | 3:6    |

### Pohár UEFA / Evropská liga UEFA
| Sezóna    | Kolo        | Soupeř             | Doma | Venku | Celkem |
| --------- | ----------- | ------------------ | ---- | ----- | ------ |
| 1997/98   | 1. předkolo | Újpest             | 2:3  | 0:6   | 2:9    |
| 1999/2000 | Předkolo    | Grazer AK          | 0:5  | 0:4   | 0:9    |
| 2002/03   | Předkolo    | Újpest             | 2:2  | 0:1   | 2:3    |
| 2003/04   | Předkolo    | Molde              | 0:2  | 0:4   | 0:6    |
| 2017/18   | 1. předkolo | AIK                | 0:0  | 0:5   | 0:5    |
| 2018/19   | Předkolo    | Birkirkara         | 2:1  | 1:1   | 3:2    |
| 2018/19   | 1. předkolo | Žalgiris           | 1:2  | 1:1   | 2:3    |
| 2019/20   | Předkolo    | Tre Fiori          | 5:1  | 4:0   | 9:1    |
| 2019/20   | 1. předkolo | Riteriai           | 0:0  | 1:1   | 1:1    |
| 2019/20   | 2. předkolo | Luzern             | 0:1  | 0:1   | 0:2    |
| 2020/21   | 3. předkolo | Dinamo Tbilisi     | 6:1  |       |        |
| 2020/21   | 4. předkolo | Dundalk            |      | 1:3   |        |
| 2023/24   | 4. předkolo | FC Šeriff Tiraspol | 1:1  | 1:2   | 2:3    |

### Evropská konferenční liga UEFA
| Sezóna  | Kolo               | Soupeř               | Doma         | Venku | Celkem         |
| ------- | ------------------ | -------------------- | ------------ | ----- | -------------- |
| 2021/22 | 1. předkolo        | RFS                  | 2:4 (prodl.) | 3:2   | 5:6            |
| 2022/23 | 2. předkolo        | Sutjeska Nikšić      | 1:0          | 0:0   | 1:0            |
| 2022/23 | 3. předkolo        | Ballkani             | 2:1 (prodl.) | 2:3   | 4:4 (3:4 pen.) |
| 2023/24 | Základní skupina A | Lille OSC            |              |       |                |
| 2023/24 | Základní skupina A | ŠK Slovan Bratislava |              |       |                |
| 2023/24 | Základní skupina A | NK Olimpija Lublaň   |              |       |                |